# Etxegarai (patronyme)
Pour les articles homonymes, voir Etxegarai et Etchegaray.
Etxegarai est un patronyme d'origine basque qui signifie « maison sur la hauteur ».
La graphie académique actuelle Etxegarai ainsi que les graphies traditionnelles Etchegarray, Etchegaray , Detchegaray et Echegaray ont la même racine.